# Санта Круз (департман)
Санта Круз (шп. Santa Cruz) један је од девет департмана Вишенационалне Државе Боливије. Департман се налази на крајњем истоку државе и граничи се са Бразилом на истоку и Парагвајем на југ. Покрива укупну површину од 370.621 км² и има 2.785.762 становника (2010). 
Највећи град и административни центар департмана је истоимени град Санта Круз де ла Сијера.

## Географија
Департман Санта Круз је највећи боливијски департман и покрива широк и разноврстан простор. На западу лежи умерени суб-андски планински појас са бројним долинама. На северу и југу лежи две различите низијске области: Бени и Чако, док су на североистоку равнице Љанос. На крајњем истоку департмана налазе се многобројни уситњени делови Пантанал мочваре.

## Галерија
- Водопад у Санта Крузу
- Унутрашњост цркве у граду Санта Круз